# 基隆市立中山高級中學國中部大德分校
基隆市立大德國民中學是一所原位於臺灣基隆市中山區的市立國民中學，1975年成立，2011年8月改為基隆市立中山高級中學國中部大德分校。

## 歷史
1975年，為了方便基隆港碼頭工人的子女就學，該校因而成立，第一屆學生有約1500人、教室有31間，並擁有樂儀旗隊。爾後由於港口自動化、人口外移以及少子化，學生人數逐漸減少。1995年該校被中華民國教育部列為偏遠學校，並於1998年利用閒置校舍設立基隆市慈輝班。到了2011年6月，該校僅剩44名學生，其中有22名是慈暉班安置學生、其餘22名是一般生。由於預估未來幾年的學生人數少於40人，該校於2011年8月併入基隆市立中山高級中學國中部，成為大德分校。雖有部分基隆市議員建議廢校，然而基隆市政府教育處以「顧及當地居民感受與慈暉班學生受教權」為由暫緩廢校。併校前最後一屆畢業生共24人。

## 知名校友
- 林慧萍，台灣歌手[1]。

## 外部連結
- 基隆市立中山高級中學國中部大德分校官方網站